# スピードコア
スピードコア (Speedcore) は、音楽ジャンルであるハードコアテクノの一種で、歪んだバスドラムや攻撃的なテーマ、高速なBPM（テンポ）等が特徴として挙げられる。

## 特徴
スピードコアは基本的にBPM300以上のハードコアとされている。一番の特徴は、そのBPMの速さである。
基本的に200～1000の帯域に分類されるが、細かくジャンル分けする場合、さらにテラーコア (Terrorcore) やスプリッターコア (Splittercore)、エクストラトーン (Extratone) が存在する。どのジャンルもそれぞれ細かな定義はあるものの、主な違いはBPMの違いのみである。（テラーコアは200~300、スプリッターコアは700～1000、エクストラトーンは1000以上）
もう一つ挙げられる大きな特徴は、歪んだバスドラム（いわゆるガバキック）の使用である。スピードコアはそのBPMの速さ故、通常のガバキックを使用すると、ディケイ部分とアタック部分の音がつながったように聞こえてしまう。そのためアタックを強めたり、立ち上がりの高速なキックを使用するケースが多い。
また、スピードコアは8分音符や16分音符を使用してキックを細分化し、展開のバリエーションを多くすることが多い。
一般的に見られるスピードコアの曲調は、叫び声をサンプリングする、強烈なディストーションによるノイズを絡める等非常に荒れ狂っており、リスナーに敵意を煽る攻撃的なものが多い。
しかし、最近ではJコア (J-Core) 等日本で見られる独自の要素（メロディアスなリードや分かりやすい曲展開等）をスピードコアに取り入れたハッピースピードコア(Happy Speedcore) や、最近の洋楽を丸ごとサンプリングし、それにブレイクコアの要素も取り入れたダンスコア (Dancecore)・マッシュコア (Mashcore) 等、既存のスピードコアの概念を覆すものが登場しており、一概にスピードコアは「攻撃的である」とは言い切れなくなってきている。

## 歴史
最初の本格的なスピードコアのアーティストは、Sal Mineo、Nick MarchettiとCarl Carinciによって1993年にニューヨーク市で結成された、Disciples of Annihilation (D.O.A.) と言われている。
一年後に彼らは、"Industrial Power 9D4"をはじめとしたシングルをインダストリアル・ストレングス (Industrial Strength Records) からリリースした。
スコットランドのハードコアテクノのホームベースで幾つかのパフォーマンスを行った後で、D.O.A.はイギリスのレコードレーベルであるイヤーエイク・レコードと契約し、デビューアルバムとなる “New York City Speedcore” を1997年前半にリリースした。
その後、メンバーのMarchettiが死去する事によりD.O.A.は解散したが、彼らの作り出したサウンドは現在も生き続けている。

## 主要アーティスト
国内：
- m1dy
- Nawoto Suzuki
- t+pazolite
- AKIRADEATH
- OZIGIRI
- WARST
- Filthy
- 撲殺少女工房
- RedOgre
- Coakira
- QURELESS
- DJKurara
- Kobaryo
- RYUWAVE
- kenta-v.ez.
- かめりあ(Camellia)

海外：
- オリバー・チェスラー
- Noisekick
- コンプレックス
- Frazzbass
- Mental D-struction
- Disciples of Annihilation
- Hellseeker
- Annoying Ringtone
- The Speed Freak
- DJ Mutante
- Loffciamcore
- Dj Plague
- Bazooka
- Delta 9
- Gabba Front Berlin
- Passenger Of Shit
- Dave!
- SRB

### レーベル
- Anti Narcose
- Braindestruction Recordz
- Canadian Speedcore Resistance
- Dehumanization Records
- Destruction Records
- Industrial Strength Records
- Mascha Records
- Milan Speedcore Project
- Noise Machine
- K-Ni-Bal Records
- Superbad MIDI Breaks
- MADDEST CHICKNDOM